# Habitatge al carrer Francesc Macià, 2 (Sant Joan Despí)
L'Habitatge al carrer Francesc Macià, 2 és una obra noucentista de Sant Joan Despí (Baix Llobregat) inclosa a l'Inventari del Patrimoni Arquitectònic de Catalunya.

## Descripció
Casa de planta rectangular, composta de planta baixa més altell. Coberta a dues vessants. Descansa el pis superior sobre una columnata que fa la funció, al mateix temps, de cancell d'entrada. Línea totalment purista i exempta de decoració.

## Història
Promotor de l'obra: Eusebi Canalias, facultatiu en l'obra: Eusebi Roca. Petició de la llicència municipal d'obres: 23-10-1923.